# أوسكار فلوريس تابيا
أوسكار فلوريس تابيا (بالإسبانية: Oscar Flores Tapia)‏ هو سياسي مكسيكي، ولد في 5 فبراير 1913 في سالتيو في المكسيك، وتوفي في 11 يوليو 1998. حزبياً، نشط في الحزب الثوري المؤسساتي.